# Golasecca-Kultur

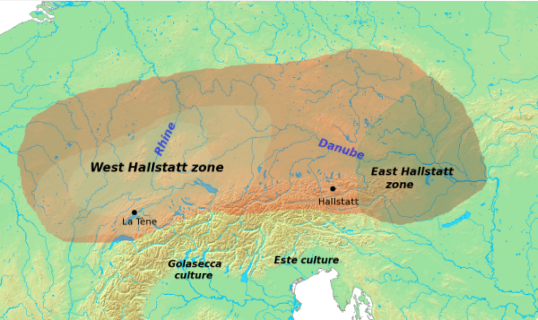
Südliche Nachbarn der Hallstattkultur (dunkel): Golasecca-Kultur und Este-Kultur

Die Golasecca-Kultur ist eine archäologische Kultur der frühen und mittleren Eisenzeit im nördlichen Italien. Der namengebende Ort Golasecca liegt in der Provinz Varese. Sie entwickelte sich am Ende der ausgehenden Bronzezeit aus der Proto-Golasecca-Kultur (ca. 1200–850 v. Chr.) in der padanischen Ebene, im Gebiet der norditalienischen Seen und dem Kanton Tessin in der Schweiz. Begrenzt wird das Gebiet von den Flüssen Sesia im Westen, Serio im Osten, Po im Süden und von den Alpen im Norden. Am gründlichsten sind die Fundorte Sesto Calende, Golasecca und Castelletto Ticino untersucht.
Die Golasecca-Kultur ist vom 9. bis zum frühen 4. Jahrhundert v. Chr. nachweisbar. Sie wird unterteilt in die Stufen Golasecca I (ca. 850 – 600 v. Chr.), Golasecca II (ca. 600 – 500 v. Chr.) und Golasecca III (600 – 380 v. Chr.). Die Stufen I, II und III A existierten parallel zur Hallstattkultur, neben der Villanovakultur im Raum Bologna und der Este-Kultur im Osten der Po-Ebene.
Wie die Este-Kultur gilt sie als Mittlerin zwischen dem Mittelmeerraum und den Kulturen nördlich der Alpen. Ihre ersten Ansiedlungen entstanden in den Flusstälern der Alpenregion. Die wichtigsten Niederlassungen fanden sich in der Gegend um Como und an den Ufern des Tessin, z. B. in Castelletto sopra Ticino (in der Provinz Novara, in unmittelbarer Nähe zum namensgebenden Ort). Aus der späten Golasecca-Kultur (III A) stammen die ältesten Schriftzeugnisse (4. Jahrhundert v. Chr.) in einer keltischen Sprache (dem Lepontischen).

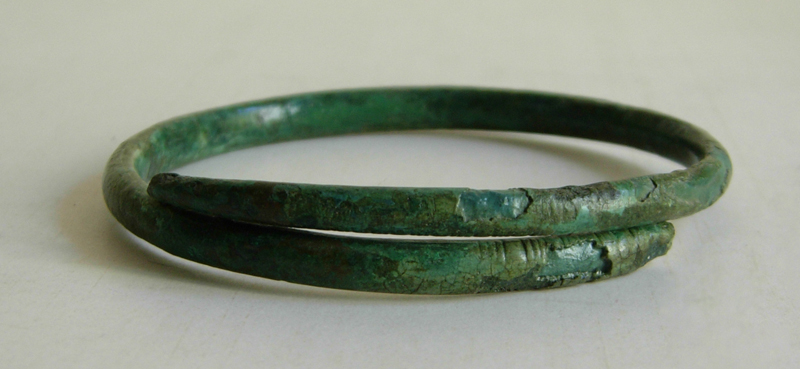
Armreif
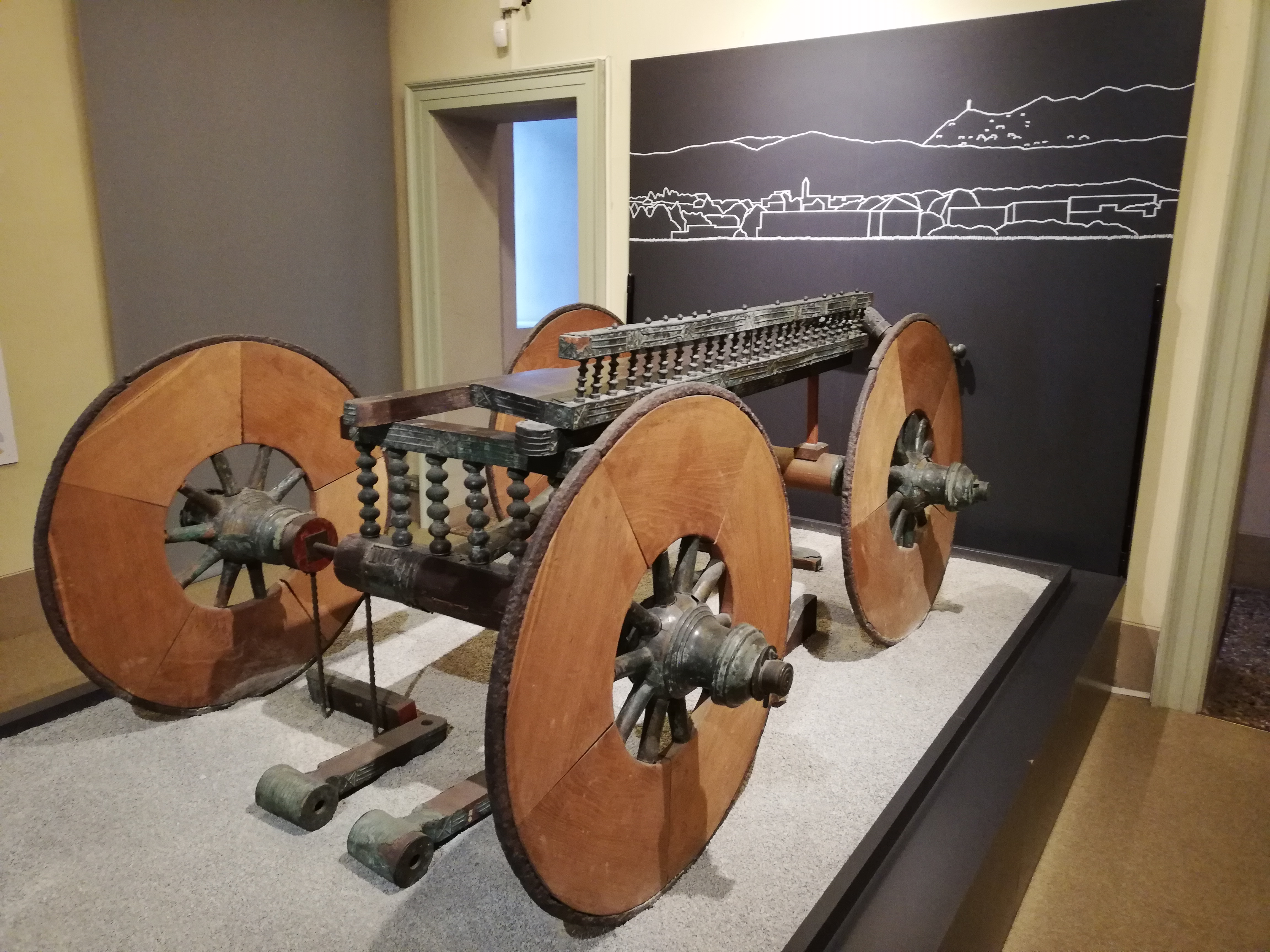
Wagen
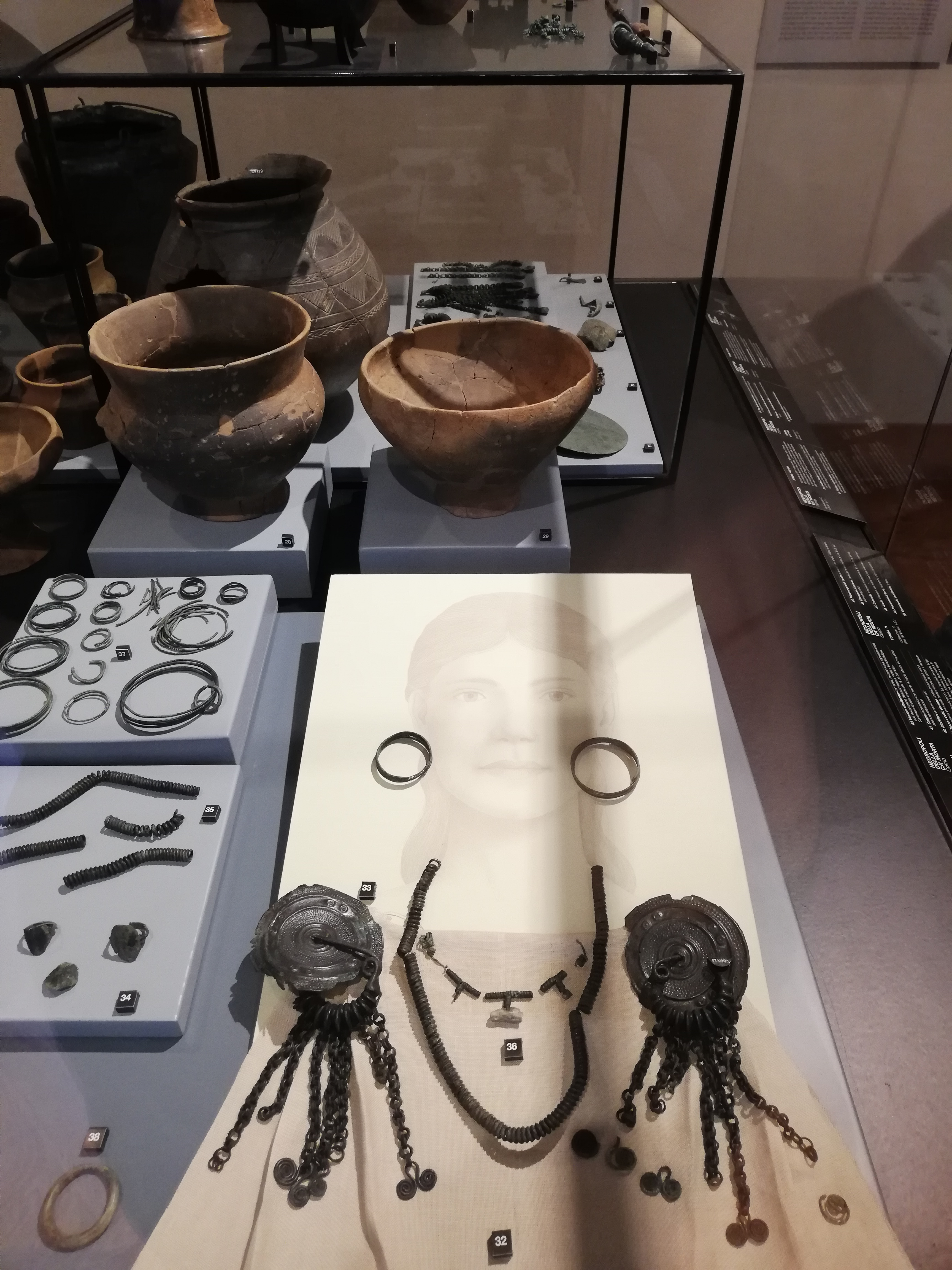
Funde im Museum Giovio
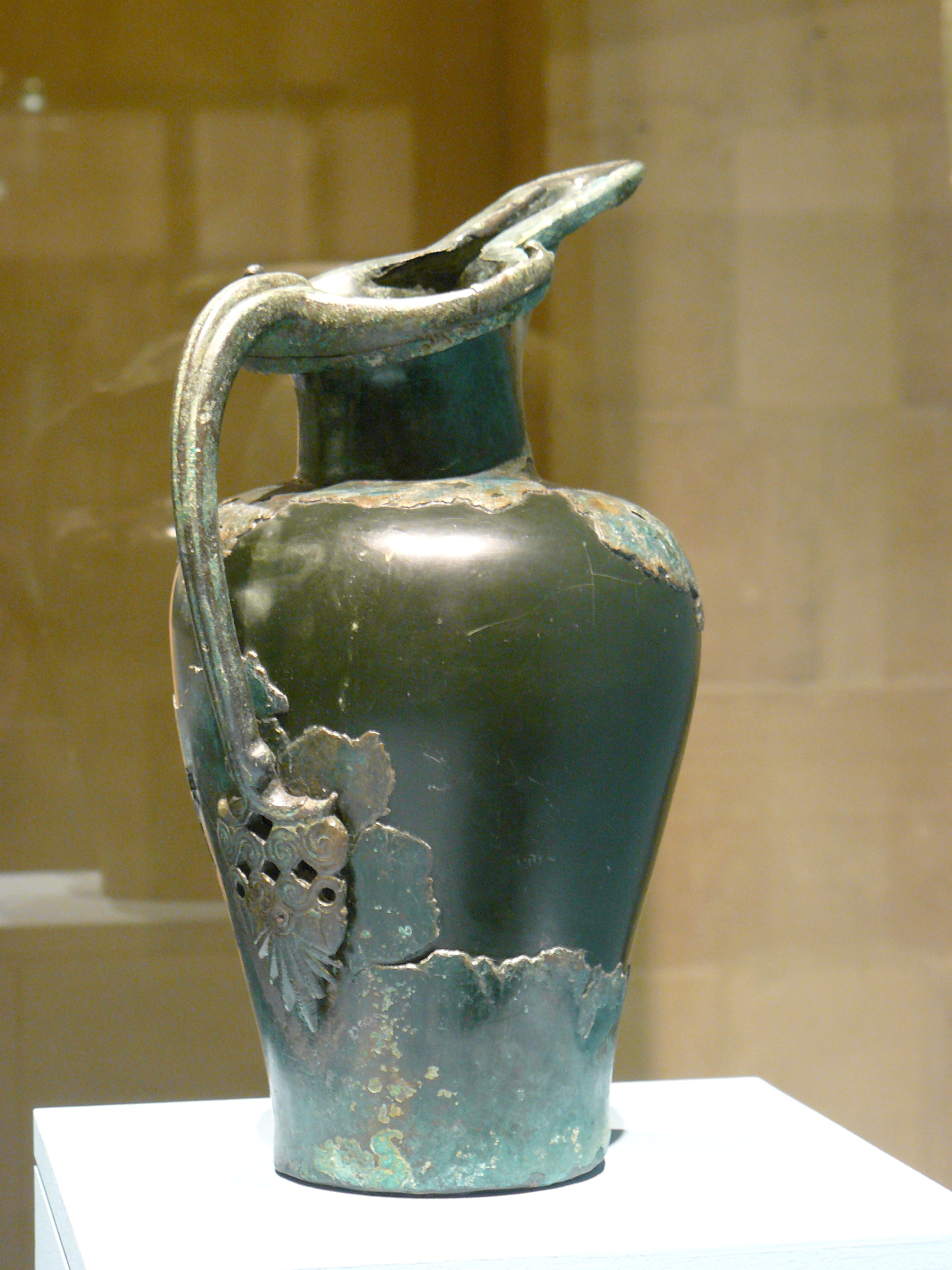
Kanne
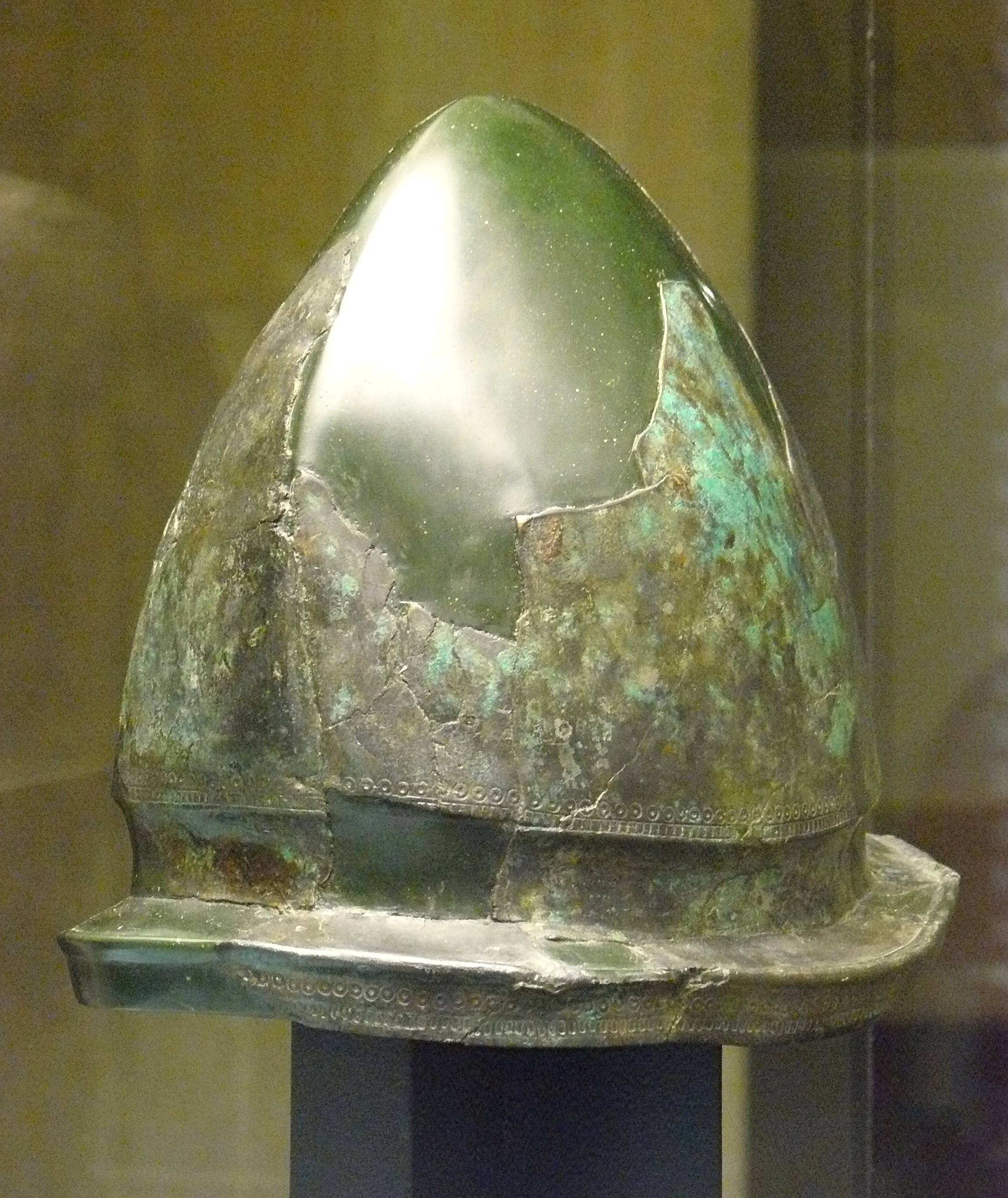
Helm

Zahlreiche Nekropolen sind in Ansammlungen von Bauernhöfen entdeckt worden, die später Gemeindevororte wurden. Die Leichen wurden eingeäschert. Die Asche wurde in Terrakotta-Urnen, die mit Schüsseln zugedeckt waren, begraben. Nach dem Rang des Verstorbenen kam eine mehr oder weniger reiche Ausstattung dazu. Auf einigen Gräbern fanden sich Steinkonstruktionen.
Im 1980 gegründeten Parco naturale dei Lagoni di Mercurago, dem alten Park Giovanni Siviglia am Lago Maggiore, kann man die Nachbildung einer Grabstätte mit Steinkreisen sehen.

## Vorgänger
Die 1860 entdeckte erste Pfahlbausiedlung Italiens in Mercurago war bereits ab der späten Bronzezeit vom 18. bis zum 13. Jh. v. Chr. in Nutzung und gilt als Zeugnis der Canegrate-Kultur, des Vorläufers der Golasecca-Kultur. Im Torf auf dem Grund des Sees haben sich viele Gegenstände aus Holz, Metall, Keramik und Stein erhalten. Zu den berühmtesten zählen Holzräder, die in zwei Typen auftreten. Einer passt zu einem schweren Transportwagen, der zweite mit Speichen ist  einem leichten, von Pferden gezogenen Wagen zuzuordnen.